# Duccio di Buoninsegna
Duccio di Buoninsegna, född omkring 1255 i Siena, död 1319 i Siena, var en italiensk målare, verksam i Siena. 

## Biografi
Duccio var den förste och kanske även den främste av de religiösa målarna från Siena, som på 1200-talet var centrum för stadsstaten med samma namn i norra Italien. Han räknas som en av de främsta uttolkarna av den bysantinska traditionen, men vidareutvecklar denna mycket formella tradition med mer naturalistiska och realistiska element. Den bysantinska traditionens konstverk uttryckte religiositet med tvådimensionella figurer, utan ambitioner att avbilda personerna realistiskt. Duccio kom att införa något nytt, nämligen personer som verkade levande och som tycktes befinna sig i rörelse. Även om hans tidiga verk från omkring 1270 utmärks av den "bysantinska" bakgrunden i guld, innehåller särskilt de senare verken de första tecknen på den naturalism som kom att utmärka ungrenässansen. Denna realism utövade ett mycket stort inflytande på andra samtida konstnärer från Siena som följde i hans spår.

## Madonna Rucellai

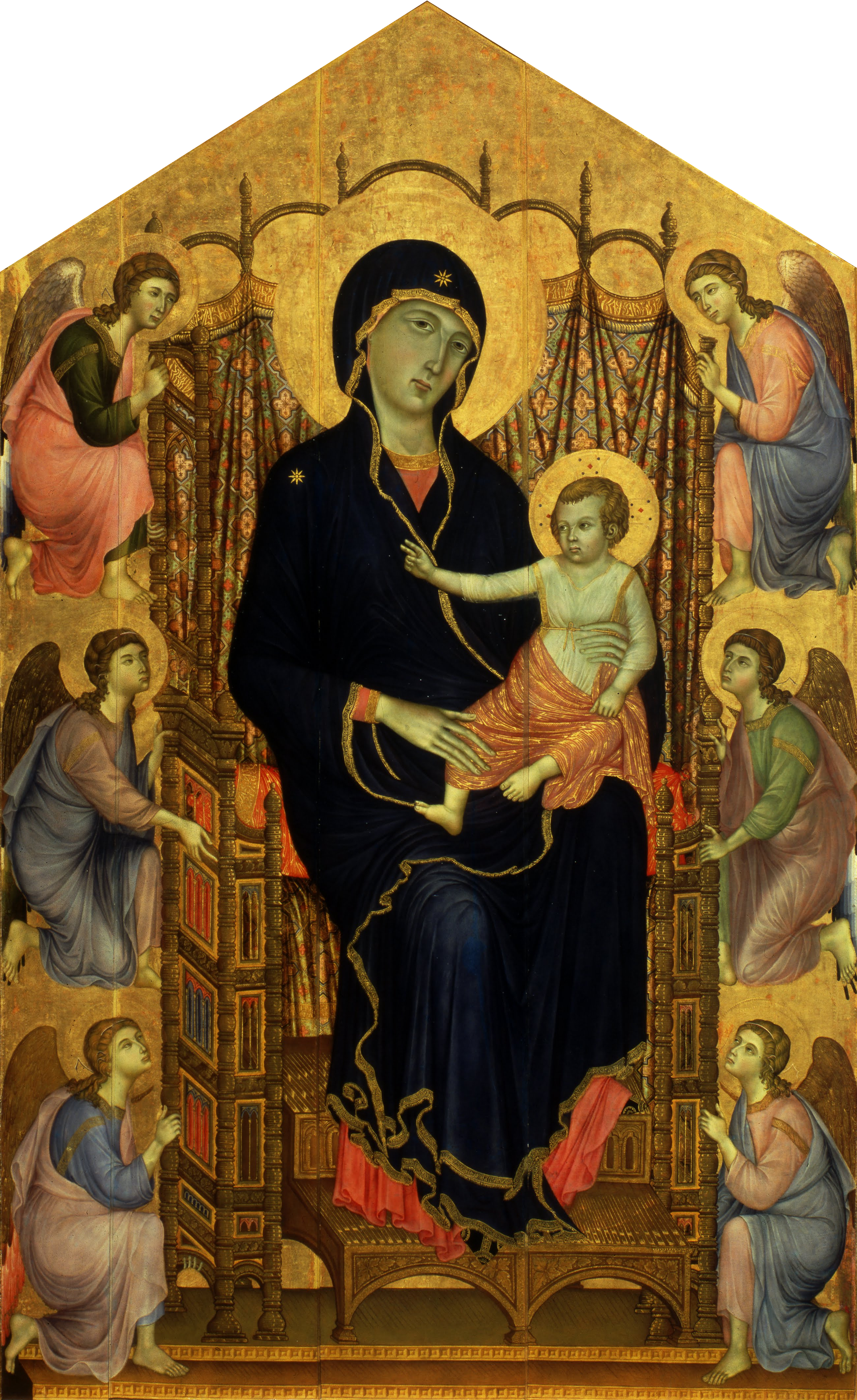
Madonna Rucellai.

Denna målning beställdes ursprungligen av Compagnia dei Laudesi 1285 för högaltaret i Santa Maria Novella i Florens och betraktas som en av den tidens största och mäktigaste altartavlor. Verkets namn kommer från den florentiska adelsfamiljen Rucellai, som ägde det kapell där tavlan placerades och som troligen även är de verkliga beställarna. Det bysantinska arvet syns tydligt i de omgivande stiliserade figurerna mot den gyllene bakgrunden och i hur Madonnan och Barnet är vända mot betraktaren. Den omsorgsfullt komplicerade tronen representerar den kristna kyrkan.
Vad som bryter mot den tidigare skolan är bland annat Jungfru Marias mantel, som följer kroppskonturerna, och hur änglarna håller sig fast i tronen på ett sätt som är beroende av gravitationen. Kroppsformerna som skymtar genom kläderna och de schvungfulla linjerna i Jungfru Marias mantel tyder på att Duccio studerat gotiska skulpturer. Därutöver använder Duccio färger som någonting mer än bara ett sätt att skilja de olika figurerna åt. Änglarnas dräkter är avbildade i variationer på ljusblått, rosa, grönt och ljuslila, vilket skapar ett rytmiskt mönster. Jungfruns mantel är traditionellt blå, dels eftersom det blå pigment man använde var det dyraste pigmentet, och dels eftersom himlens färg uttryckte renhet. Beroendet av Cimabue är också tydligt, och Duccio övervinner det först ett par år senare. Konstverket innebar startskottet för en ny typ av religiös konst, som var lättare att identifiera sig med och relatera till än den tidigare bysantinska formalismen. Målningen finns idag i Uffizierna i Florens.

## Verk i urval
- Madonna med tre franciskaner (1280)
- Madonna Gualino (1280–1283)
- Madonna Rucellai (1285)
- Maestà (1308–1311)

### Webbkällor
- Bologna, Ferdinando (1992). ”DUCCIO di Buoninsegna”. Dizionario Biografico degli Italiani – Volume 41. Treccani. http://www.treccani.it/enciclopedia/duccio-di-buoninsegna_%28Dizionario_Biografico%29/. Läst 29 mars 2016.